# Artur Văitoianu
Artur lub Arthur Văitoianu (ur. 14 kwietnia 1864, zm. 17 czerwca 1956) – rumuński generał, który pełnił funkcję premiera przez trzy miesiące (29 września – 4 grudnia) w 1919 roku. W tym czasie odbyły się pierwsze wybory na terenie tzw. Wielkiej Rumunii (România Mare).

## Kariera
W czasie bitwy pod Mărășești dowodził Drugim Korpusem armii rumuńskiej.
Był ministrem wojny w rządzie Iona I.C. Brătianu. Zrezygnował jednak z tej posady w wyniku poczynań aliantów (nie dotrzymali oni słowa i nie przekazali Rumunii ziem obiecanych w zamian za przystąpienie do wojny w 1916). Z tego też powodu podczas podpisywania traktatu w Saint-Germain z Austrią, nie był obecny żaden przedstawiciel strony rumuńskiej.
Văitoianu został premierem w czasie gdy rumuńscy żołnierze brali udział w ekspedycji na Węgry, podczas której walczyli z siłami nowo powstałej Węgierskiej Republiki Rad. Najwyższa Rada Wojenna sił alianckich wystosowała pod adresem Rumunii 8-dniowe ultimatum, w którym zażądała wycofania żołnierzy z Budapesztu na prowizoryczną granicę ustaloną na konferencji w Paryżu i zaprzestania konfiskaty węgierskiej własności. Alianci pragnęli także podpisania przez Rumunię układu pokojowego z Austrią i zagwarantowanie praw mniejszości narodowych w Wielkiej Rumunii. Rząd Văitoianu odmówił podporządkowania się tym wytycznymi i złożył rezygnację 30 listopada. W odpowiedzi uformował się parlamentarny blok łączący Rumuńską Partię Narodową z Transylwanii i Partię Chłopską, który utworzył rząd Alexandru Vaida-Voievoda. Gabinet ten wkrótce potem zgodził się na żądania alianckie.
Przez większość swojej politycznej kariery Văitoianu był członkiem Partii Narodowo-Liberalnej.
Pochowany został w krypcie kryjącej szczątki bohaterów I wojny światowej w Mărășești.